# National Audubon Society

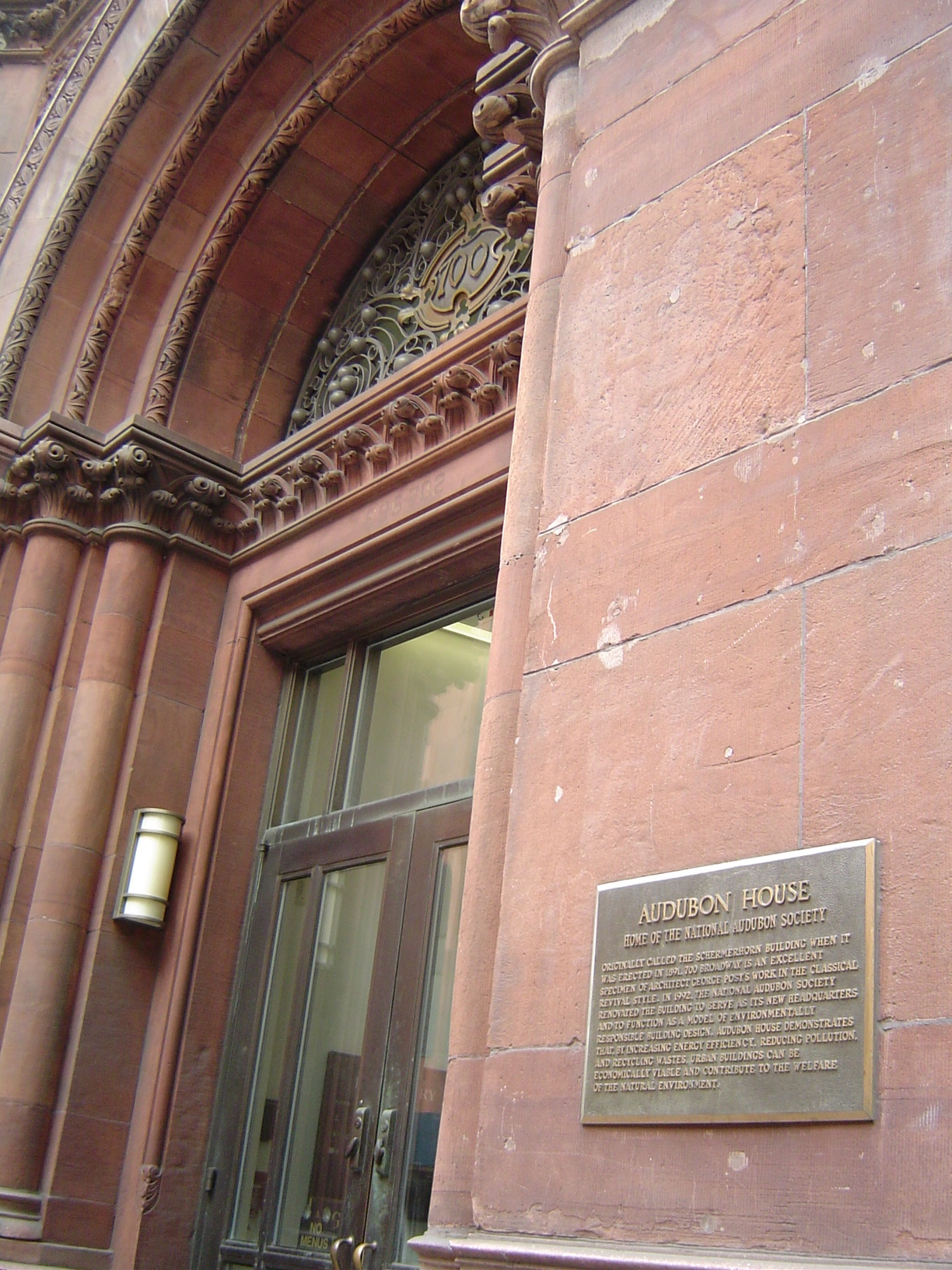
Sede de la National Audubon Society en Nueva York.

La National Audubon Society es una organización sin ánimo de lucro estadounidense dedicada a la conservación de la naturaleza. Fundada en 1905, es una de las organizaciones conservacionistas más antiguas del mundo. Su nombre hace honor al ornitólogo y naturalista estadounidense John James Audubon.
La sociedad pública un magazín ilustrado, Audubon, sobre la naturaleza. Sus numerosas organizaciones locales organizan a menudo excursiones de observación de aves y actividades relacionadas con la protección del medio ambiente. También coordina el "Recuento de Aves de Navidad" (Christmas Bird Count) en los Estados Unidos como ejemplo de las contribuciones que pueden hacer los ciudadanos a la ciencia.